# 迪内希·K·帕特奈克
迪内希·K·帕特奈克（英語：Dinesh K. Patnaik，1967年1月3日—），印度外交官，現任印度駐西班牙大使，曾任印度駐柬埔寨大使。

## 經歷
迪内希·K·帕特奈克擁有印度管理學院加爾各答分校的工商管理碩士學位，並在維也納大學取得了高級國際研究碩士學位，以及維也納外交學院的國際研究證書。
2009年至2012年，任印度駐維也納使團副團長。2012年至2015年，任印度駐柬埔寨大使。2015年至2016年，任印度駐摩洛哥大使。2016年至2018年，他擔任印度駐倫敦副高級專員。2021年11月1日，帕特奈克被任命爲印度駐西班牙大使。2022年1月16日，帕特奈克正式就任印度駐西班牙兼駐安道爾大使。

## 個人生活
帕特奈克的妻子普纳姆（Poonam）是一名國際教育家，他們育有兩個女兒。